# Мазрае-є Банак-Кешаварзі
Мазрае-є Банак-Кешаварзі (перс. مزرعه بانك كشاورزي) — село в Ірані, у дегестані Каре-Чай, у Центральному бахші, шагрестані Саве остану Марказі. За даними перепису 2006 року, його населення становило 70 осіб, що проживали у складі 18 сімей.